# Трећи за преферанс
„Трећи за преферанс” је југословенски ТВ филм из 1975. године. Режирао га је Димитрије Јовановић а сценарио је написао Слободан Ћировић.

## Улоге
| Глумац                     | Улога |
| -------------------------- | ----- |
| Слободан Ђурић             |       |
| Петар Краљ                 |       |
| Драгољуб Милосављевић Гула |       |
| Марко Тодоровић            |       |
| Танасије Узуновић          |       |